# Giuseppe Corti
Giuseppe Corti (Bergamo, 3 febbraio 1957) è un dirigente sportivo ed ex calciatore italiano, di ruolo centrocampista.

## Carriera

### Giocatore
Cresciuto nelle giovanili del Milan, società con cui non riuscì ad esordire in prima squadra, a 19 anni passò all'Udinese, con cui giocò 16 partite in Serie C. Seguirono una stagione al Pergocrema (7 reti in 32 partite) e due al Monza, con cui sfiorò in entrambe le annate la promozione in Serie A, giocando complessivamente 54 volte con un gol all'attivo. La promozione la centrò nel campionato successivo con il Genoa, con cui disputò altre tre stagioni nel massimo campionato italiano. Coi grifoni scese in campo 98 volte in campionato, segnando 4 reti.
Nell'autunno del 1984 passò all'Arezzo, (con cui collezionò 26 presenze) e dopo un solo anno venne acquistato dalla Lazio (un gol in 22 presenze), entrambe tra i cadetti.
Nel settembre del 1986 passò al Parma, con cui disputò 11 partite nel campionato di Serie B 1986-1987. Concluse la carriera nel 1989, dopo uno spezzone di campionato di nuovo al Pergocrema (16 presenze) e una stagione al Fiorenzuola, in Interregionale.

### Dirigente
Dopo aver appeso le scarpe al chiodo, intraprese la carriera di osservatore, specializzandosi nello scoprire giovani talenti. Ha svolto tale mansione prima presso il Palermo, dove ha avuto il merito di scoprire Edinson Cavani, per poi passare all'Atalanta nell'estate del 2010. Nel giugno del 2016, dopo sei anni, ha lasciato il club bergamasco.
Pochi giorni dopo il suo addio all'Atalanta ha raggiunto il neo direttore sportivo Rino Foschi al Palermo. La collaborazione tra i due è stata brevissima: nel luglio dello stesso anno entrambi hanno rassegnato le dimissioni.
Nel luglio 2018 si ricongiunge con Rino Foschi al Palermo, entrando nei quadri dirigenziali della società rosanero come responsabile dell'area scouting.